# Белещевица
Белещевица (на македонска литературна норма: Белештевица) е малко селце в западния дял на община Велес, Северна Македония.

## География
Селището е разположено в северозападния склон на рида Грохот, който се допира до десния бряг на река Вардар. Надморската му височина е 260 м и е отдалечено на 10 km от град Велес. Селото е равнинно с площ от 7,7 km2, от които обработваемата земя e 93,8 ха, пасищата - 255,8 ha, а на горите се падат 421,8 ha.

## История
В „Етнография на вилаетите Адрианопол, Монастир и Салоника“, издадена в Константинопол в 1878 година и отразяваща статистиката на населението от 1873 година, Белешевица е посочено като село с 6 домакинства с 22 жители българи. Според статистиката на Васил Кънчов („Македония. Етнография и статистика“) от 1900 година. селото е населявано от 100 жители, всички българи.
В началото на XX век цялото село e под върховенството на Българската екзархия. По данни на секретаря на екзархията Димитър Мишев („La Macédoine et sa Population Chrétienne“) в 1905 година в Белещевица има 64 българи екзархисти. При избухването на Балканската война двама души от Белещевица са доброволци в Македоно-одринското опълчение. След Междусъюзническата война селото остава в Сърбия.
На етническата си карта от 1927 година Леонард Шулце Йена показва Белещевица (Beleštevica) като българско село.
Според преброяването от 2002 година селото има 15 жители, всички македонци.

## Личности
Родени в Белещевица
- Януш Трайчев (1887 – ?), македоно-одрински опълченец, 3 рода на 9 велешка дружина[7]